# Hôtel de Mirabeau
L'Hôtel de Mirabeau, aussi appelé hôtel de Mougin-Roquefort, est un hôtel particulier situé au n° 16 du Cours Mirabeau, à Aix-en-Provence, Provence-Alpes-Côte d'Azur, France.

## Historique
Cet hôtel particulier fut construit en 1656 pour Melchior Grognard, trésorier général du roi de France. 
À la mort de Grognard (1688) le bâtiment fut vendu à un certain M. Alexandre Roux de Gaubert, qui le céda peu après à M. Antoine Constant (lui aussi trésorier général de France).
Son surnom actuel lui vient de son achat de 1736 par Jean Antoine Riquetti, marquis de Mirabeau (de la même famille que Gabriel) ; mais, préférant le château familial de Mirabeau, celui-ci revend le bien rapidement à M. Bouchet, seigneur de Faucon. 
En 1763 c’est le seigneur de Saint Ferréol et de Pontevès, M. Joseph Lyon, qui l’achète. Il est incertain ce que le bien devint à la mort de ce dernier en 1798. Néanmoins, il est racheté en 1820 par un membre de la « nouvelle noblesse », le baron de Fabri, président de la Cour Royale. Au décès de celui-ci, son fils revendit au premier président M. Rigaud. Il passa, dans la suite du XIXe siècle, à la famille Mougins-Roquefort. 
L’hôtel particulier est depuis plus d’un siècle occupé par une activité bancaire (comme nombre d'hôtels particuliers du côté sud du Cours Mirabeau) ce qui en fait son usage le plus constant depuis sa construction.

## Architecture
Comme chez la plupart des hôtels particuliers aixois, sa porte d’entrée est remarquable : flanquée de pilastres à chapiteaux corinthiens.